# Familia Soteno

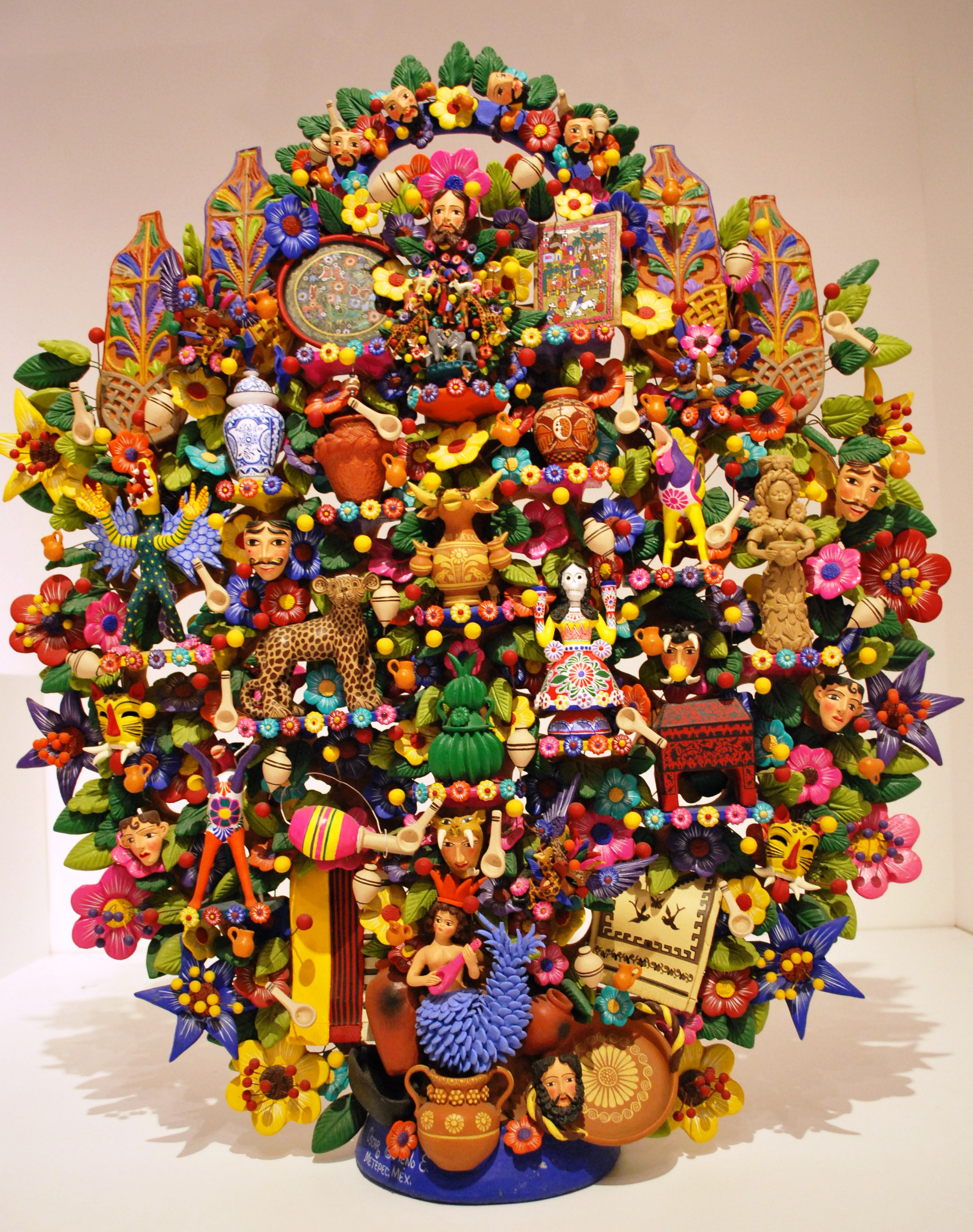
Árbol de la vida cuyo tema son las artesanías, escultura de Oscar Soteno en exhibición en el Museo de Arte Popular de la Ciudad de México.

La familia Soteno es una familia originaria de Metepec, Estado de México, reconocida internacionalmente por su trabajo en la alfarería. La familia es famosa por sus piezas como los “árboles de la vida” y por ayudar a convertir a Metepec en uno de los centros de alfarería más importantes en México. 
El taller de alfarería de la familia se encuentra en las afueras de Metepec, en la autopista a Ixtapan de la Sal.

## Alfarería
La familia Soteno se caracteriza por su uso de barro amarillo y rojo, encontrado en depósitos cerca de Santa María Magdalena Ocotitlán. El barro es mezclado y puesto al sol y a lo largo de varios días se rompen pedazos de la mezcla y se agita el material. A veces es puesto en la calle para que los carros que pasen ayuden a moler mejor la mezcla. Cuando está listo, el material se pone en un área seca y bien ventilada y después, según se necesite, se muelen cantidades hasta convertirse en polvo usando un mortar. En la preparación de la mezcla se agrega agua y plumilla (flor de tule) para suavizarla y blanquearla. Este proceso dura un tiempo considerable, pues de él depende la calidad final de las piezas. Las piezas formadas se ponen a secar en un área cerrada dentro del taller y después, se ponen al sol para que se sequen por completo. Son rotadas frecuentemente para asegurar que se sequen uniformemente para evita que se quiebre el barro.
Aunque la mayoría de los artesanos usan moldes para crear las flores y follaje de los “árboles de la vida”, miembros de la familia como Óscar Soteno modelan todas las piezas a mano y hacen muy poco uso de alambre para crear estructuras.

## Árboles de la vida

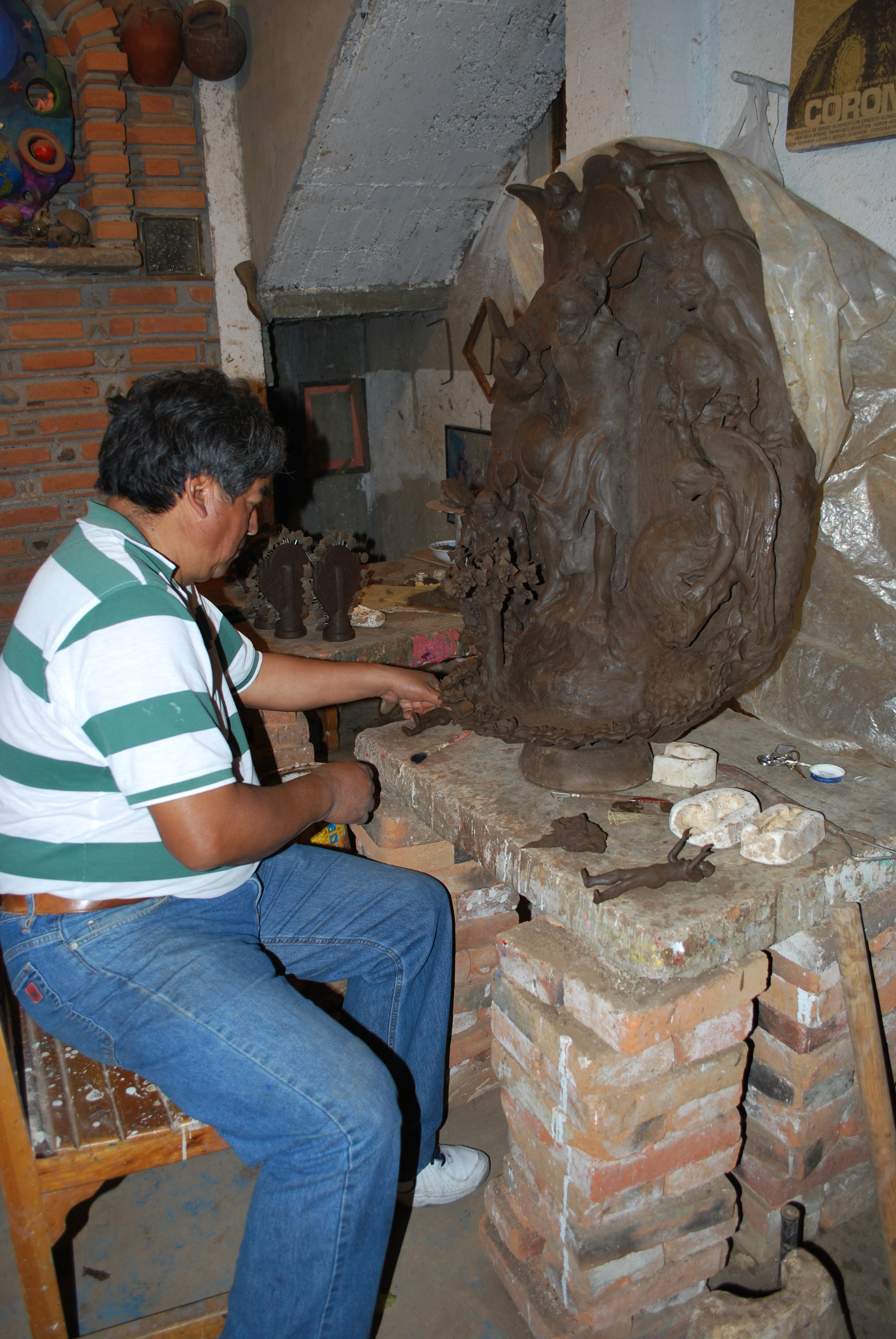
Tiburcio Soteno en su taller

Los “árboles de la vida” son piezas que representan normalmente la escena bíblica de Adán y Eva. Sin embargo, también existen “el árbol de la muerte, el árbol de la primavera, el árbol de la virgen, el árbol del nacimiento”, etc.
Óscar Soteno Elías, por ejemplo, crea árboles con una gran variedad de temas como escenas de la vida de Cristo, historias de amor, e incluso árboles cubiertos por las alas de incontables mariposas monarcas. Sus árboles se caracterizan por la atención que se le da a los detalles. 
Juan Manuel Soteno Jiménez y Manuel Soteno Fernández cuentan con una de las tiendas más antiguas de venta de árboles de la vida en Metepec.

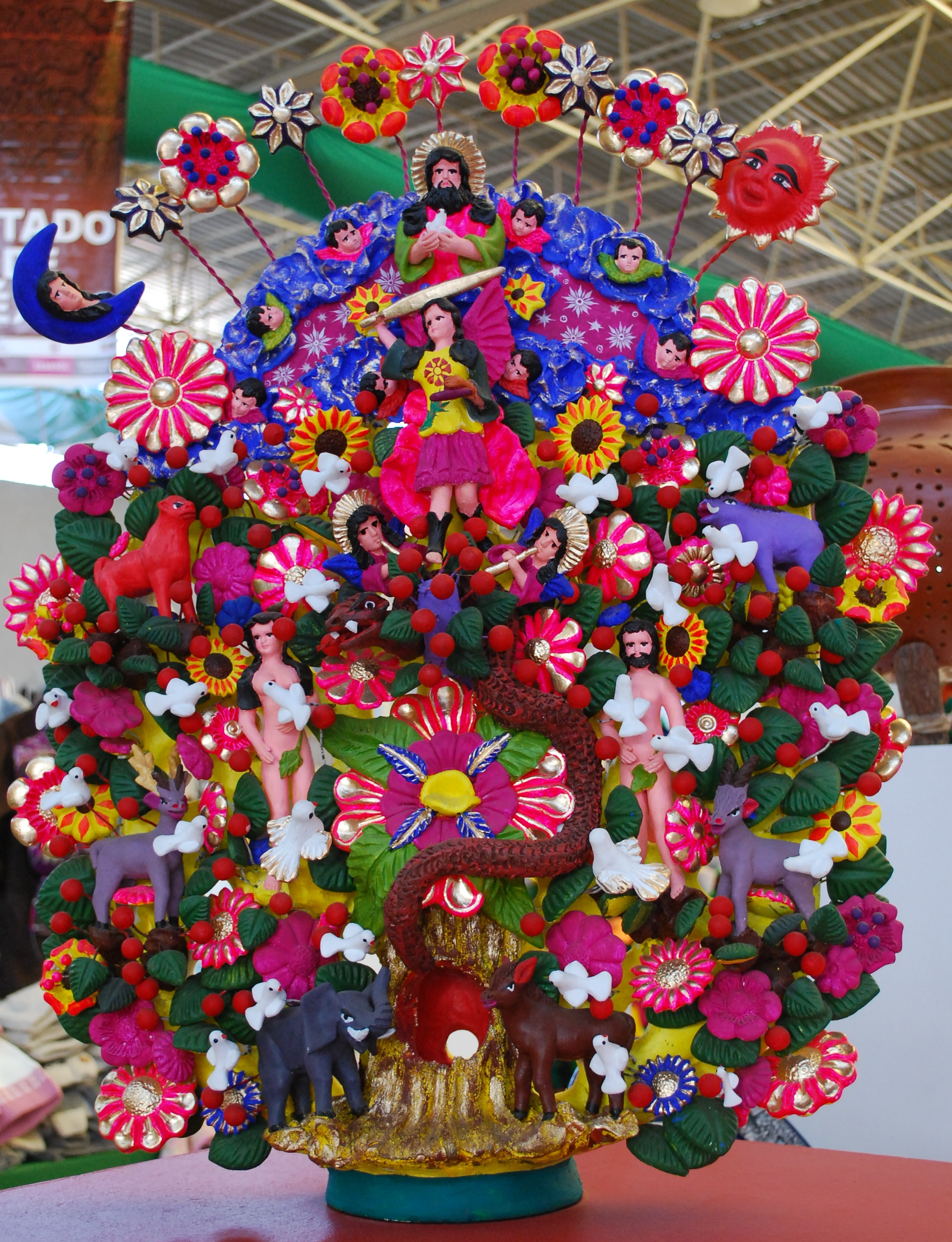
Árbol de la vida tradicional representando el Jardín del Edén.

Existen varias versiones acerca de cómo surge la idea de los “árboles de la vida”. Mónico Soteno ha afirmado que fue por sugerencia del Dr. Rubín de la Borbolla, mientras que Gabriel Ruíz González menciona que fue a partir de un pedido hecho a Timoteo González basado en el árbol de la vida en la Iglesia de Santo Domingo, en Oaxaca.
El proceso de creación de los árboles es largo y se hace por partes. Para decorarlos, se usan pinceles y pinturas especiales que hacen los mismos artesanos de pigmentos de la tierra y otros colorantes naturales. Actualmente, en todo Metepec se crean “árboles de la vida”. Sin embargo, la familia Soteno es la única que nos usa ni moldes ni alambre para su creación.
El árbol más grande creado por Alfonso Soteno Fernández, por ejemplo, es de 6 metros y medio de altura por 3 metros 80 centímetros de ancho y fue entregado al Centro Otomí del Estado de México.
 “¿Qué significan los árboles de la vida? Según tengo entendido, cuando fue nuestra creación, del hombre y la mujer y todo eso, Dios dijo que todo podían hacer en el paraíso, menos tomar el fruto prohibido. Esa es la base principal del árbol de la vida. Más yo en mi imaginación les puse ahí a San Miguel Arcángel arrojándolos del paraíso; al padre Dios que está hasta la culminación del árbol y en su parte final, abajo, al demonio en forma de serpiente.” -Alfonso Soteno Fernández

## Genealogía
Modesta Fernández es la primera de la familia Soteno en ser reconocida localmente por su trabajo. Es madre de Mónico y Tiburcio Soteno, la cabeza de la familia y abuela de Óscar Soteno Elías. Es tradición que en la familia se comience a practicar la alfarería desde muy pequeños.

## Reconocimientos
Óscar Soteno ganó el Galardón Nacional en 1995 y el Premio Fomento Cultural Banamex en 1996, mientras que Tiburcio Soteno Fernández fue nombrado “Maestro de Maestros” en el Concurso Nacional de Artesanías celebrado en Metepec y obtuvo el tercer lugar en una competición de artesanías en Guadalajara. En 1996 obtuvo el Premio Fomento Cultural Banamex.
Hay piezas de la familia en París, Estados Unidos, Japón, Alemania y en Inglaterra y se les ha invitado a visitar la Casa Blanca y la Casa de las Américas de Cuba.